# Bâtiment de la maison Sokol de Prokuplje
Le bâtiment de la maison Sokol à Prokuplje (en serbe cyrillique : Зграда Соколског дома у Прокупљу ; en serbe latin : Zgrada Sokolskog doma u Prokuplju) se trouve à Prokuplje et dans le district de Toplica, en Serbie. Il est inscrit sur la liste des monuments culturels protégés de la république de Serbie (identifiant no SK 1928),,.

## Présentation
Le bâtiment est situé 9 rue Ratka Pavlovića et a été construit de mai à octobre 1934 sur un terrain donné par le ministère de l'Armée et de la Marine à l'association Sokol de la Toplica, un mouvement d'origine tchèque visant le développement de la gymnastique ; l'auteur du projet est l'architecte Momir Korunović (1883-1969), qui a également conçu la Sokol Matica à Belgrade (1929-1935).
Tout en longueur mais de plan irrégulier, il se compose d'un rez-de-chaussée et d'un étage. Au sud est, dans l'alignement de la rue Ratka Pavlovića, il est doté d'une large avancée centrale, qui rappelle les doksats de l'architecture traditionnelle serbe ; cette avancée est dominée par un pignon et elle abrite un porche profond où s'ouvre l'entrée principale.
La façade du côté est, face au terrain de sport en plein air, est rythmée par des avancées latérales asymétriques ; la partie centrale est dotée d'arcades au rez-de-chaussée et de six fenêtres en plein cintre au premier étage, qui éclairent la salle d'entraînement.
Momir Korunović s'est efforcé de créer un style national serbe mêlant l'influence du modernisme et des éléments traditionnels des maisons balkaniques ; le bâtiment témoigne aussi du souci de cette époque pour développer l'éducation physique des enfants et des jeunes gens.